# Восола (Міссурі)
Восола (англ. Wasola) — переписна місцевість (CDP) в США, в окрузі Озарк штату Міссурі. Населення — 115 осіб (2020).

## Географія
Восола розташована за координатами 36°46′42″ пн. ш. 92°34′3″ зх. д. / 36.77833° пн. ш. 92.56750° зх. д. (36.778227, -92.567454).  За даними Бюро перепису населення США в 2010 році переписна місцевість мала площу 13,73 км², з яких 13,72 км² — суходіл та 0,01 км² — водойми.

## Демографія
Згідно з переписом 2010 року, у переписній місцевості мешкало 113 осіб у 49 домогосподарствах у складі 31 родини. Густота населення становила 8 осіб/км².  Було 67 помешкань (5/км²).
Расовий склад населення:
| - 94,7 % — білих |

До двох чи більше рас належало 5,3 %. Частка іспаномовних становила 0,9 % від усіх жителів.
За віковим діапазоном населення розподілялося таким чином: 19,5 % — особи молодші 18 років, 61,0 % — особи у віці 18—64 років, 19,5 % — особи у віці 65 років та старші. Медіана віку мешканця становила 48,5 року. На 100 осіб жіночої статі у переписній місцевості припадало 130,6 чоловіків;  на 100 жінок у віці від 18 років та старших — 116,7 чоловіків також старших 18 років.
Цивільне працевлаштоване населення становило 10 осіб. Основні галузі зайнятості: виробництво — 100,0 %.